# Wereldkampioenschappen baanwielrennen 1959
De wereldkampioenschappen baanwielrennen 1959 werden gehouden van 8 tot en met 13 augustus 1959 in Amsterdam. En werden samen georganiseerd met de Wereldkampioenschappen wielrennen 1959, die werden gehouden in Zandvoort. Er stonden acht onderdelen op het programma, drie voor beroepsrenners, drie voor amateurs en twee voor vrouwen.

## Uitslagen

### Beroepsrenners
| Onderdeel     | Goud              | Goud      | Zilver          | Zilver      | Brons         | Brons     |
| ------------- | ----------------- | --------- | --------------- | ----------- | ------------- | --------- |
| Sprint        | Antonio Maspes    | Italië    | Michel Rousseau | Frankrijk   | Jan Derksen   | Nederland |
| Achtervolging | Roger Rivière     | Frankrijk | Albert Bouvet   | Frankrijk   | Jean Brankart | België    |
| Stayeren      | Guillermo Timoner | Spanje    | Walter Bucher   | Zwitserland | Noppie Koch   | Nederland |

### Amateurs
| Onderdeel     | Goud                 | Goud                     | Zilver            | Zilver    | Brons          | Brons       |
| ------------- | -------------------- | ------------------------ | ----------------- | --------- | -------------- | ----------- |
| Sprint        | Valentino Gasparella | Italië                   | Sante Gaiardoni   | Italië    | André Gruchet  | Frankrijk   |
| Achtervolging | Rudi Altig           | Bondsrepubliek Duitsland | Mario Vallotto    | Italië    | Willy Trepp    | Zwitserland |
| Stayeren      | Arie van Houwelingen | Nederland                | Bernard Deconinck | Frankrijk | Lothar Meister | DDR         |

### Vrouwen
| Onderdeel     | Goud             | Goud                | Zilver                       | Zilver      | Brons               | Brons               |
| ------------- | ---------------- | ------------------- | ---------------------------- | ----------- | ------------------- | ------------------- |
| Sprint        | Galina Ermolaeva | Sovjet-Unie         | Valentina Maximova-Pantilova | Sovjet-Unie | Jean Dunn           | Verenigd Koninkrijk |
| Achtervolging | Beryl Burton     | Verenigd Koninkrijk | Elsy Jacobs                  | Luxemburg   | Ludmilla Kotchetova | Sovjet-Unie         |

### Medaillespiegel
| Plaats | Land                     | Goud | Zilver | Brons | Totaal |
| 1      | Italië                   | 2    | 2      | 0     | 4      |
| 2      | Frankrijk                | 1    | 3      | 1     | 5      |
| 3      | Sovjet-Unie              | 1    | 1      | 1     | 3      |
| 4      | Nederland                | 1    | 0      | 2     | 3      |
| 5      | Verenigd Koninkrijk      | 1    | 0      | 1     | 2      |
| 6      | Spanje                   | 1    | 0      | 0     | 1      |
| 6      | Bondsrepubliek Duitsland | 1    | 0      | 0     | 1      |
| 8      | Zwitserland              | 0    | 1      | 1     | 2      |
| 9      | Luxemburg                | 0    | 1      | 0     | 1      |
| 10     | DDR                      | 0    | 0      | 0     | 1      |
| 10     | België                   | 0    | 0      | 1     | 1      |
| Totaal | Totaal                   | 8    | 8      | 8     | 24     |